# Loev
Loev je indický dramatický film z roku 2015, který režíroval Sudhanshu Saria podle vlastního scénáře. Snímek měl světovou premiéru na filmovém festivalu v Tallinu dne 19. listopadu 2015.

## Děj
Sahil je naštvaný na svého přítele Alexe, protože nezaplatil účet za elektřinu a při odjezdu z bytu nechal zapnutý plyn. Alex ho veze na letiště, kde se Sahil uvidí se svým bývalým přítelem Jaiem, obchodníkem, který se s matkou přestěhoval za prací do New Yorku. Jai přijel jen na dva dny, aby podepsal obchodní smlouvu, ale zbytek víkendu věnuje Sahilovi. Jedou na výlet do Mahabaleshwaru. Vydají se na pěší túru do pohoří Západní Ghát.
Po návratu do města jdou do Jaiova hotelu. Jednání neprobíhá dobře, ve skutečnosti dohoda ještě není dokončena, na rozdíl od toho, čemu Jai věřil.
V restauraci mají schůzku s Alexem, který přivedl jednoho ze svých přátel, Juniora. Po návratu na pokoj všichni čtyři kouří marihuanu, kterou přinesl Junior, a Alex požádá Sahila, aby zazpíval píseň, kterou napsal. Jai musí stihnout letadlo. Alex se Sahilem odjíždějí autem, zatímco Jai zůstane na letišti sám.

## Obsazení
| Dhruv Ganesh       | Sahil  |
| Shiv Pandit        | Jai    |
| Siddharth Menon    | Alex   |
| Rishabh J. Chaddha | Junior |

## Ocenění
- Filmový festival Frameline: AT&T People's Choice Award
- Mezinárodní filmový festival LGBT v Tel Avivu: Cena diváků pro nejlepší film